# Præmenstruelt syndrom
 "PMS" omdirigeres hertil. For farvekodesystemet, se Pantone Matching System.
Præmenstruelt syndrom (PMS) er en række symptomer, der optræder hos kvinder i perioden op til menstruation. Symptomerne kan være af både psykisk og fysisk karakter. I de sværeste tilfælde påvirkes de daglige aktiviteter. Symptomerne forsvinder igen kort efter menstruationens start hvorefter der følger en helt symptomfri periode.
Det vides ikke hvorfor PMS opstår, men symptomernes tætte relation til menstruationscyklussen tyder på, at hormonvariationer i forbindelse med ægløsningen og den efterfølgende menstruation har indflydelse på frembringelsen af PMS.
Forskere har også peget på, at PMS skyldes kulturelle faktorer.